# Liga Mundial de Hockey sobre césped femenino 2016-17
La Liga Mundial de Hockey sobre césped femenino 2016-17 fue la tercera edición de la Liga Mundial de Hockey organizado por la FIH. El torneo comenzó en abril de 2016 en Singapur y finalizó en noviembre de 2017 en Auckland, Nueva Zelanda.
Las semifinales de esta competición también sirvieron como clasificatorios para el Mundial de Hockey sobre césped femenino de 2018, los 10 u 11 equipos mejor clasificados serán parte del próximo mundial además de la nación anfitriona y los cinco campeones continentales.

## Clasificación
Cada asociación nacional miembro de la Federación Internacional de Hockey (FIH) tuvo la oportunidad de participar en el torneo y 57 equipos recibieron la autorización para competir.
Los 11 equipos situados entre el 1º y 11º lugar en el ranking mundial de la FIH a principios de 2015 recibieron un pase directo a las semifinales de la competición mientras los 9 equipos entre el 12º y 20º lugares recibieron un pase directo a la Ronda 2. Los veinte equipos clasificados por posición son los siguientes:
| - Países Bajos (1) - Australia (2) - Argentina (3) - Nueva Zelanda (4) - Estados Unidos (5) - Alemania (6) - China (7) - Inglaterra (8) - Corea del Sur (9) - Japón (10) - Sudáfrica (11) | - Bélgica (12) - India (13) - Irlanda (14) - España (15) - Italia (16) - Escocia (17) - Bielorrusia (18) - Azerbaiyán (19) - Canadá (20) |

## Etapas clasificatorias

### Ronda 1
| Fechas                                   | Ubicación              | Equipos                                                          | Avanzan a Ronda 2 | Clasificado(s)                  |
| ---------------------------------------- | ---------------------- | ---------------------------------------------------------------- | ----------------- | ------------------------------- |
| 9 al 17 de abril de 2016                 | Sengkang, Singapur     | Brunéi Camboya Hong Kong Kazajistán Singapur Sri Lanka Tailandia | 3                 | Tailandia Kazajistán Singapur   |
| 28 de junio al 2 de julio de 2016        | Suva, Fiyi             | Tonga Papúa Nueva Guinea Islas Salomón Fiyi                      | 1                 | Fiyi                            |
| 30 de agosto al 4 de septiembre de 2016  | Praga, República Checa | República Checa Turquía Polonia Lituania Ucrania                 | 3                 | República Checa Polonia Ucrania |
| 9 al 11 de septiembre de 2016            | Acra, Ghana            | Ghana Kenia Nigeria                                              | 1                 | Ghana                           |
| 13 al 18 de septiembre de 2016           | Douai, Francia         | Austria Francia Rusia Suiza Gales                                | 3                 | Rusia Gales Francia             |
| 27 de septiembre al 2 de octubre de 2016 | Salamanca, México      | Guatemala México Trinidad y Tobago                               | 1                 | México                          |
| 30 de septiembre al 8 de octubre de 2016 | Chiclayo, Perú         | Brasil Chile Paraguay Perú Uruguay                               | 2                 | Uruguay Chile                   |
| 12 de octubre de 2016                    | Nombrado por la FIH    |                                                                  | 1                 | Trinidad y Tobago               |

### Ronda 2
| Fechas                     | Ubicación             | Equipos clasificados | Equipos clasificados | Equipos clasificados                           | Avanzan a semifinales | Clasificados    |
| Fechas                     | Ubicación             | Anfitrión            | Por Ranking          | de Ronda 1                                     | Avanzan a semifinales | Clasificados    |
| -------------------------- | --------------------- | -------------------- | -------------------- | ---------------------------------------------- | --------------------- | --------------- |
| 14 al 22 de enero de 2017  | Kuala Lumpur, Malasia | Malasia              | Italia Irlanda       | Tailandia Kazajistán Singapur Fiyi Gales       | 2                     | Irlanda Malasia |
| 4 al 12 de febrero de 2017 | Valencia, España      | España               | Escocia Azerbaiyán   | República Checa Polonia Ucrania Rusia Ghana    | 2                     | España Polonia  |
| 1 al 9 de abril de 2017    | Vancouver, Canadá     | Canadá               | Bielorrusia India    | México Trinidad y Tobago Uruguay Chile Francia | 2                     | India Chile     |
|                            | Nombrado por la FIH   | Dos mejores terceros | Dos mejores terceros | Dos mejores terceros                           | 2                     | Italia Escocia  |
| 1. 2. 3.                   |                       |                      |                      |                                                |                       |                 |

### Semifinales
| Fechas                            | Ubicación                | Equipos clasificados | Equipos clasificados                                     | Equipos clasificados          | Avanzan a la final | Clasificados                                   |
| Fechas                            | Ubicación                | Anfitrión            | Por Ranking                                              | de Ronda 2                    | Avanzan a la final | Clasificados                                   |
| --------------------------------- | ------------------------ | -------------------- | -------------------------------------------------------- | ----------------------------- | ------------------ | ---------------------------------------------- |
| 21 de junio al 2 de julio de 2017 | Bruselas, Bélgica        | Bélgica              | Países Bajos Australia Nueva Zelanda China Corea del Sur | Italia España Escocia Malasia | 4                  | China Países Bajos Nueva Zelanda Corea del Sur |
| 8 al 23 de julio de 2017          | Johannesburgo, Sudáfrica | Sudáfrica            | Inglaterra Argentina Estados Unidos Alemania Japón       | India Chile Irlanda Polonia   | 4                  | Alemania Estados Unidos Inglaterra Argentina   |
| 1.                                |                          |                      |                                                          |                               |                    |                                                |

### Final
| Fechas                        | Ubicación               | Equipos clasificados | Equipos clasificados                                                          | Campeón      |
| Fechas                        | Ubicación               | Anfitrión            | de Semifinales                                                                | Campeón      |
| ----------------------------- | ----------------------- | -------------------- | ----------------------------------------------------------------------------- | ------------ |
| 17 al 26 de noviembre de 2017 | Auckland, Nueva Zelanda | Nueva Zelanda        | China Países Bajos Corea del Sur Alemania Estados Unidos Inglaterra Argentina | Países Bajos |